# The Dream
The Dream er en amerikansk stumfilm fra 1911 af Thomas H. Ince.

## Medvirkende
- Mary Pickford som Nell Herbert
- Owen Moore som Will Herbert
- William Robert Daly
- Charles Arling
- Lottie Pickford som Bess